# Nambikwara do Sul
Nambikwara do Sul (Kithãulhú), grupa plemena američkih Indijanaca porodice Nhambicuaran, nastanjenih u brazilskoj državi Mato Grosso, danas na rezervatima Pirineus de Souza (plemena Manduka), Tirecatinga (plemena Nambikwara do Campo) i Pequizal i Vale do Guaporé (plemena s Guaporea). Jezici kojima se služe danas govori oko 900 Indijanaca, uključujući 150 Galera. 

## Podjela
- Munduka (TI Pirineus de Souza)
  - Siwaisu
  - Hinkutesu
  - Niyahlosu
- Nambikwara do Campo (TI Tirecatinga [općina Campo Novo Parecís])
  - Kithaulu (Kithaulhu, Hithaulu)
  - Wakalitesu
  - Halotesu
  - Sawentesu
  - Waikisu
  - Alaketesu
  - Galera
- Nambikwara do Guaporé  (rezervati TI Vale do Guaporé, i TI Pequizal)
  - Hahaintesu
  - Wasusu (Wasuhsu)
  - Alantesu
  - Waikatesu
- Nambikwara do Sararé (=Kabixí, Sararé)